# 泉崎交差点

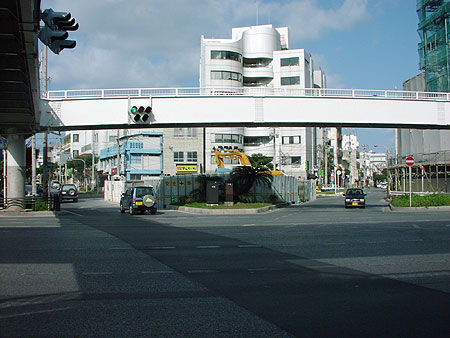
泉崎交差点

泉崎交差点（いずみざきこうさてん）は沖縄県那覇市泉崎にある交差点。かつてはロータリー交差点として泉崎ロータリーとも呼ばれ、嘉手納ロータリー、糸満ロータリーとともに沖縄の「三大ロータリー」であるとされていた。これらのロータリー交差点は、アメリカ合衆国による占領統治の影響を反映した存在で、「アメリカ世」と呼ばれる沖縄独自の風景の一つであったとされる。

## 沿革
かつては西洋式のロータリー交差点だったが、糸満ロータリ・嘉手納ロータリーと異なり、アメリカ軍が作ったものではなかった。当初のロータリー交差点には信号は存在しなかったが、その後、交通量の増加にともない信号が設置されるようになった。
道路が複雑で渋滞も大きく、かつ交通事故が多発したため2006年に通常の交差点とされ、「大」の字の形をした五叉路に改良された。。
かつては交差点のシンボルとしてポンプ場も存在していたが、これも撤去された。代わりに現在ではポンプ場があった場所に、龍の顔の模様をした広場が設けられている。これは、琉球王朝時代に泉崎交差点のある久米一帯が龍にたとえられていたことにちなんでいるという。